# Cuốn chiếu viên
Cuốn chiếu viên (tên khoa học: Oniscomorpha) thuộc nhóm bọ nhiều chân (millipede), cơ thể giống như cuốn chiếu thường gặp ở Việt Nam, nhưng thân rất ngắn trông như viên thuốc nang (pill) do Attems mô tả vào năm 1936. Đây là loài đặc hữu của nam Ấn Độ và Sri Lanka. Tên "cuốn chiếu viên" dịch từ tiếng Anh "pill millipede" (con rết hình viên thuốc), cũng có thể dịch là "cuốn chiếu hình nhộng".
Loài này được chú ý nhiều vì:
- Nó ăn bã hữu cơ nên góp phần xử lý rác thải trồng trọt và làm giàu đất bằng phân hữu cơ sạch tự nhiên. Trong rừng tự nhiên, chúng phân giải 20% - 100% mảnh vụn thực vật và trả lại môi trường 60% - 90% chất hữu cơ dưới dạng viên phân.
- Góp phần "trẻ hóa" độ phì nhiêu của đất trong các trang trại. Trong vòng 24 giờ, chúng ăn một lượng chất hữu cơ chiếm khoảng 5 đến 10% khối lượng cơ thể, nhờ đó phân giải 1,7-10% sản lượng rác hàng năm, góp phần tăng tỉ lệ nitơ, phosphor và kali, đồng thời thay đổi độ pH môi trường dần thành trung tính[6]
- Nó là đối tượng kí sinh của một số loài vi khuẩn mô hình di truyền học.[7]

## Mô tả

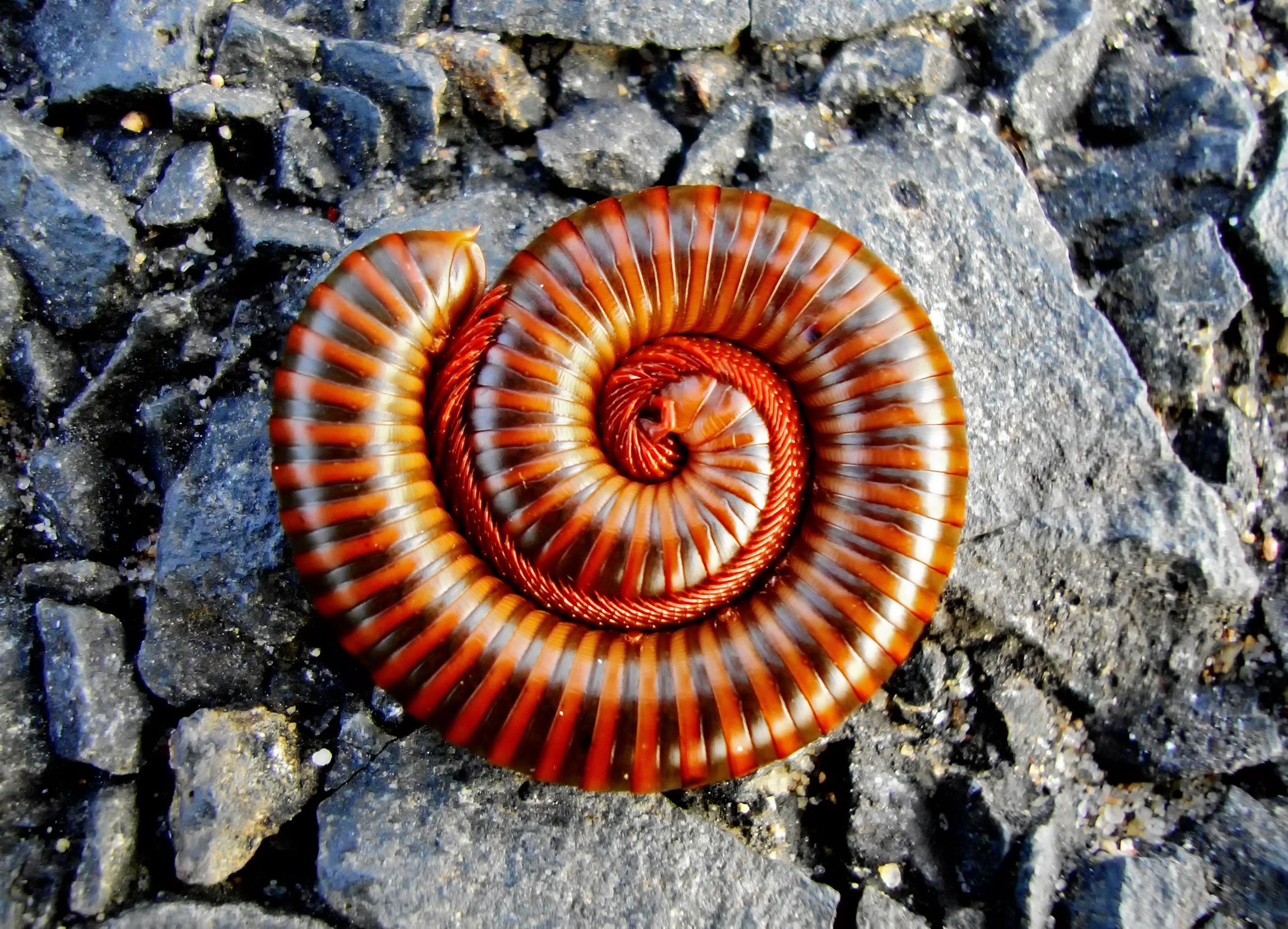
Tập tính tự vệ thường gặp của nhóm cuốn chiếu.

- Cơ thể dài tối đa 5 cm, gồm 13 đốt với 21 cặp chân, có một cặp râu ngắn và đôi mắt hình quả thận. Mỗi đoạn cơ thể (đốt) được bao phủ lớp vỏ cứng, thiết kế độc đáo như nhiều loài cuốn chiếu khác giúp nó cuộn mình thành hình quả bóng. Đây là loài động vật thuộc nhóm dị hình giới tính, có con đực và con cái với tập tính giao phối riêng.[8] Bộ nhiễm sắc thể lưỡng bội 2n = 30, cặp nhiễm sắc thể giới tính kiểu XX và XY.[9]
- Như nhiều loài cuốn chiếu khác, nó có khả năng cuộn tròn toàn thân thành quả bóng khi nó cảm thấy nguy hiểm. Khả năng này được cho là một tập tính hình thành do tiến hóa hội tụ (đồng quy), mà khônbg phải là do tiến hóa phân ly (tương đồng tiến hóa). Ngoài ra, để chống kẻ thù, nó còn tiết ra chất dịch độc làm kẻ thù khó chịu và bị xua đuổi.[10][11][12]